# Bezirksklasse Thüringen 1934/35
De Bezirksklasse Thüringen 1934/35 was het tweede voetbalkampioenschap van de Bezirksklasse Thüringen,  het tweede niveau onder de Gauliga Mitte en een van de drie reeksen die de tweede klasse vormden. 1. FC 07 Lauscha werd opnieuw kampioen en kon via de eindronde promotie afdwingen.

## Eindstand
| Plaats | Club                    | Wed. | Saldo | Ptn.  |
| ------ | ----------------------- | ---- | ----- | ----- |
| 1.     | 1. FC 1907 Lauscha      | 22   | 51:30 | 33:11 |
| 2.     | FC Thüringen Weida      | 22   | 76:35 | 31:13 |
| 3.     | SpVg Gelb-Rot Meiningen | 22   | 56:33 | 27:17 |
| 4.     | SC 06 Oberlind          | 22   | 47:38 | 26:18 |
| 5.     | SV Germania 07 Ilmenau  | 22   | 54:51 | 24:20 |
| 6.     | SV 04 Schmalkalden      | 22   | 49:50 | 23:21 |
| 7.     | 1. FC Sonneberg 04      | 22   | 42:45 | 21:23 |
| 8.     | FC Wacker 1910 Gera     | 22   | 46:45 | 20:24 |
| 9.     | SV 1910 Kahla           | 22   | 42:59 | 18:26 |
| 10.    | SpVgg Zella-Mehlis 06   | 22   | 25:56 | 15:29 |
| 11.    | SV Wacker 07 Gotha      | 22   | 37:64 | 14:30 |
| 12.    | SC Stadtilm             | 22   | 49:68 | 12:32 |

|  | Kampioen, deelname promotie-eindronde |
|  | Degradatie naar 1. Kreisklasse        |

## Promotie-eindronde
De zes kampioenen van de 1. Kreisklasse namen het tegen elkaar op, de top twee promoveerde.
| Plaats | Club                    | Wed. | Saldo | Ptn. |
| ------ | ----------------------- | ---- | ----- | ---- |
| 1.     | VfB 1910 Apolda         | 10   | 24:13 | 14:6 |
| 2.     | VfB Sömmerda 1911       | 10   | 22:20 | 12:8 |
| 3.     | SpVgg 1909 Eisenach     | 10   | 13:18 | 11:9 |
| 4.     | SC Concordia Gera       | 10   | 21:19 | 9:11 |
| 5.     | SpVgg Neuhaus-Igelshieb | 10   | 21:23 | 8:12 |
| 6.     | FC 02 Barchfeld         | 10   | 20:28 | 6:14 |

|  | Promotie naar Bezirksklasse Thüringen 1935/36 |